# استان سوردلوفسک
استان سِوِردْلوفسک (به روسی: Свердло́вская о́бласть، تلفظ: سِوِرْدْلُوْسکایا اُبْلاست) یکی از واحدهای فدرال کشور روسیه است.
این استان در ناحیه فدرالی اورال واقع شده و مرکز آن شهر یِکاتِرینبورگ می‌باشد.
استان سوردلوفسک با جمعیتی بالغ بر ۴٬۲۹۷٬۷۴۷ نفر پرجمعیت‌ترین استان آسیایی روسیه به‌شمار می‌رود.
مساحت این استان ۱۹۴٬۸۰۰ کیلومتر مربع است.
دیگر شهرهای بزرگ این استان عبارتند از: نیژنی تاگیل، کامِنسک اورالسکی، پِروُرالسک و سِروف.
میانگین دما در این استان در زمستان ۱۵ تا ۲۵ درجه زیر صفر است و تابستان‌هایی کوتاه ولی گرم دارد.
بیش از ۹۰ درصد مردم این استان روس‌تبار هستند.
این استان زادگاه بوریس یلتسین، رئیس جمهور پیشین روسیه است. وی در یکم فوریه ۱۹۳۱ در روستای بوتکا در این استان به‌دنیا آمد.

استان سوردلوفسک در نقشهٔ روسیه.

## جمعیت‌شناسی
۲۲ گروه نژادی گوناگون در این استان زندگی می‌کنند که مهمترین آن‌ها عبارتند از:
- روس‌تبارها ۹۰٫۶ درصد
- تاتارها ۳٫۵ درصد
- اوکراینی‌ها ۰٫۹ درصد
- باشقیرها ۰٫۸ درصد